# Recrue de l'année de l'USHL
Pour les articles homonymes, voir Recrue de l'année.
La Recrue de l'année de l'USHL (en anglais : USHL Rookie of the Year) est un titre remis annuellement depuis 1997 au joueur considéré la recrue par excellence au cours de la saison régulière dans la United States Hockey League.

## Gagnant du trophée
| Saison    | Récipiendaire     | Équipe                       |
| --------- | ----------------- | ---------------------------- |
| 1996-1997 | Karl Goehring     | Ice Sharks de Fargo-Moorhead |
| 1997-1998 | Mark Cullen       | Ice Sharks de Fargo-Moorhead |
| 1998-1999 | Tyler Palmisano   | Musketeers de Sioux City     |
| 1999-2000 | Troy Riddle       | Buccaneers de Des Moines     |
| 2000-2001 | Brandon Bochenski | Stars de Lincoln             |
| 2001-2002 | Danny Richmond    | Steel de Chicago             |
| 2002-2003 | Joe Pavelski      | Black Hawks de Waterloo      |
| 2003-2004 | Matthew Ford      | Stampede de Sioux Falls      |
| 2004-2005 | Chad Rau          | Buccaneers de Des Moines     |
| 2005-2006 | Kyle Okposo       | Buccaneers de Des Moines     |
| 2006-2007 | Max Pacioretty    | Musketeers de Sioux City     |
| 2007-2008 | Jack Connolly     | Stampede de Sioux Falls      |
| 2008-2009 | Louis Leblanc     | Lancers d'Omaha              |
| 2009-2010 | Anders Lee        | Gamblers de Green Bay        |
| 2010-2011 | John Gaudreau     | Fighting Saints de Dubuque   |
| 2011-2012 | Taylor Cammarata  | Black Hawks de Waterloo      |
| 2012-2013 | Jake Guentzel     | Musketeers de Sioux City     |
| 2013-2014 | Robby Jackson     | Steel de Chicago             |